# 东升镇 (彭泽县)
东升镇，是中华人民共和国江西省九江市彭泽县下辖的一个乡镇级行政单位。

## 行政区划
东升镇下辖以下地区：
郭桥社区、曾山村、东升村、大畈村、松林村、堰塘村、畈上村和桃红村。

## 特产
雷峰山茶：中国地理标志产品，产地范围为东升镇雷峰山（俗称雷峰尖）为核心的自然山体及山脉延伸部分的浩山乡和东升镇（含上十岭垦殖场）现辖行政区域。